# 富田義信
富田 義信（とみた よしのぶ）は日本の軍人。最終階級は陸軍大佐。熊本県生まれ。

## 経歴
熊本県立玉名中学校（現・熊本県立玉名高等学校）を経て、陸軍士官学校（31期）を大正8年に卒業した。
その後、陸軍歩兵少尉に任官した。
累進して陸軍中佐となり、太平洋戦争が始まると、新たに編成された南海支隊の参謀附副官となった。
小田健作少将の下で軍務（ポートモレスビー作戦）に従事した。
南海支隊幹部が撤退に失敗すると、小田健作少将と共に自決した。
死後、陸軍中佐から陸軍大佐に昇任した。